# Dent du Caïman
Pour les articles homonymes, voir Caïman.
La dent du Caïman, qui culmine à 3 554 mètres d'altitude, est l'une des aiguilles de Chamonix dans le massif du Mont-Blanc. Elle fait partie du groupe de l'aiguille du Plan et se situe au nord de la dent du Crocodile.

## Alpinisme
La première ascension est réalisée le 20 juillet 1905 par Émile Fontaine avec les guides Jean Ravanel et Léon Tournier.
Pierre Allain et Raymond Leininger effectuent la première par la face est les 17 et 18 juillet 1935.
La dent du Caïman se gravit généralement lors de la traversée des aiguilles de Chamonix.